# Wanted: A Husband (film 1919)
Wanted: A Husband è un film muto del 1919 diretto da Lawrence C. Windom. La sceneggiatura di Clara Beranger si basa su Enter D'Arcy, racconto di Samuel Hopkins Adams pubblicato a puntate su Collier's National Weekly dal 17 febbraio al 10 marzo 1917.

## Trama
Darcy, che non ha neanche il ragazzo, quando entrambe le sue due coinquiline si fidanzano, si inventa di essere impegnata anche lei, soprattutto per evitare che le due possano imputare il suo scarso successo con gli uomini al suo aspetto trasandato e sciatto. Gloria, una sua amica, sostiene la recita prestandole, per dare più credito alla storia, la foto di suo cugino Jack (che deve passare per il fidanzato) e poi l'aiuta a trasformarsi in una elegante e sofisticata bellezza. La commedia ottiene anche l'appoggio di Tom, il fidanzato di Gloria, che mette a disposizione per la luna di miele di tutti i novelli sposi il suo bungalow gestito da Veronica, la governante. Darcy finge di fuggire con il suo finto innamorato e tutte e tre le coppie si avvicendano nel soggiorno al bungalow. Jack, che per impersonare il fidanzato di Darcy si era mascherato con il trucco, si pulisce la faccia e lei crede di riconoscere in lui tale Gentleman Jim, di cui aveva letto che era un ladro ricercato dalla polizia. L'arrivo di Gloria e Tom chiarisce le cose e Darcy e Jack, che ormai si sono innamorati sul serio, decidono di diventare veramente marito e moglie.

## Produzione
Il film fu prodotto dalla Famous Players-Lasky Corporation.

## Distribuzione
Il copyright del film, richiesto dalla Famous Players-Lasky Corp., fu registrato il 15 dicembre 1919 con il numero LP14556. Distribuito dalla Paramount Pictures e presentato da Adolph Zukor, il film uscì nelle sale cinematografiche statunitensi il 28 dicembre 1919.
Non si conoscono copie ancora esistenti della pellicola che viene considerata presumibilmente perduta.